# Natitua
Natitua est un systeme de câble sous-marin de communication à fibre optique et de faisceaux hertziens  qui fournit des services de télécommunications domestiques en Polynésie française reliant 22 îles des Tuamotu, des Marquises et des Australes à Tahiti,.
Le câble principal a été activé en 2018 et la partie sud (Natitua Sud) en 2023.

## Connexions
Le système comprend deux parties : Natitua et Natitua Sud . Les deux sont une combinaison de câbles à fibres optiques sous-marins et faisceaux hertziens terrestres.

### Natitua
Le câble principal, depuis 2018, relie Tahiti à 10 îles qui sont à leur tour reliées  faisceaux hertziens (f.h.) à 10 autres îles proches.
- Dans l'archipel des Tuamotu : Arutua (f.h. Apataki), Fakarava (f.h. Faaite), Hao (f.h. Amanu), Kaukura, Makemo, Manihi (f.h. Ahe), Rangiroa (f.h. Tikehau) et Takaroa (f.h. Takapoto).
- Dans l'archipel des Marquises : Hiva Oa (f.h. Tahuata, Fatu Hiva) et Nuku Hiva (f.h. Ua Huka, Ua Pou)[3].

### Natitua Sud
Le tronçon sud, activé en 2023, relie 2 îles de l'archipel des Australes à Tahiti : Tubuai et Rurutu.